# Isaac Price
Isaac Jude Price (ur. 26 września 2003) – północnoirlandzki piłkarz występujący na pozycji pomocnika w belgijskim klubie Standard Liège oraz w reprezentacji Irlandii Północnej.

## Kariera klubowa
Price występował w juniorskich drużynach Evertonu. 3 marca 2022 roku zadebiutował w seniorskiej piłce w wygranym 2:0 meczu FA Cup przeciwko Boreham Wood, zmieniając w 89 minucie spotkania Michaela Keane. Łącznie w pierwszej drużynie Evertonu wystąpił 3 razy. 1 lipca 2023 roku związał się z belgijskim Standard Liège.

## Kariera reprezentacyjna
W reprezentacji Irlandii Północnej zadebiutował 23 marca 2023 roku w wygranym 2:0 meczu przeciwko San Marino.